# السندات والأسهم
السندات والأسهم هي استحقاقات ملكية في شركة محدودة المسؤولية. لكل شركة رأس مال، مقسم على عدد من الأسهم ويجوز أن تكون هذه الأسهم لأفراد بصفتهم الشخصية أو لشركات أخرى، فيصبح أصحاب الأسهم مستثمرين لأموالهم في الشركة، مقابل ملكية جزء منها، واقتسام أرباحها. وتُستخدم كلمة سند أيضا للدلالة على نوع من ترتيبات إقراض حكومة، أو شركة كبيرة، مالاً لأجل طويل، بدون أن يكون لمقدم القرض حق الملكية.